# Iglesia de la Natividad de Nuestra Señora (Guerricaiz)
La iglesia de la Natividad de Nuestra Señora es un edificio situado en la entidad de población española de Guerricaiz, en la provincia de Vizcaya.

## Descripción
El edificio se encuentra en la entidad de población española de Guerricaiz, del municipio de Arbácegui y Guerricaiz, perteneciente a la provincia de Vizcaya, en la comunidad autónoma del País Vasco. Se menciona como iglesia parroquial del lugar en el noveno volumen del Diccionario geográfico-estadístico-histórico de España y sus posesiones de Ultramar de Pascual Madoz, donde aparece descrita con las siguientes palabras:

La igl. parr. bajo la advocacion de Sta. Maria, está servida por 2 beneficiados perpetuos con título de curas, y por un sacristan sacerdote.
(Madoz, 1847, p. 71)